# Le Retour de Figaro
Pour plus de détails, voir Fiche technique et Distribution.
Le Retour de Figaro (Figaro e la sua gran giornata) est une comédie musicale italienne réalisée par Mario Camerini et sortie en 1931.

## Synopsis
Dans une ville de province de la Vénétie, on joue Le Barbier de Séville de Gioachino Rossini. Peu avant la représentation, la prima donna a une extinction de voix. Cavalier Basoto, un ex-baryton qui a repris les rênes du projet, demande à une jeune femme qui prend des cours de chant de la remplacer, mais il doit faire face à l'intransigeance du père de la jeune fille, qui ne veut rien savoir d'elle. La jeune femme se faufile dans le théâtre, mais le petit ami jaloux le signale au parent, qui arrive furieux sur scène. Le pauvre baryton, qui a également dû remplacer la chanteuse, rentre chez lui en colère, où il trouve du réconfort auprès de sa femme.

## Fiche technique
- Titre français : Le Retour de Figaro[1]
- Titre original italien : Figaro e la sua gran giornata[2],[3]
- Réalisation : Mario Camerini, assisté de Giuseppe Fatigati, Raffaello Matarazzo, Mario Soldati
- Scénario : Tomaso Smith (it), Mario Soldati d'après la pièce Ostrega che sbrego! d'Arnaldo Fraccaroli
- Photographie : Massimo Terzano (it), Domenico Scala
- Montage : Giuseppe Fatigati
- Musique : Felice Lattuada sur des thèmes du Barbier de Séville de Gioachino Rossini, sous la direction d'Ugo Giacomozzi
- Décors : Gastone Medin, Ivo Perilli
- Production : Guido Pedrazzini, Anonima Pittaluga
- Société de production : Cines
- Pays de production :  Royaume d'Italie
- Langue originale : italien
- Format : noir et blanc - 1,37:1 - Son mono - 35 mm
- Genre : comédie musicale
- Durée : 85 minutes
- Dates de sortie : 
  - Royaume d'Italie : novembre 1931
  - France : 27 janvier 1933

## Distribution
- Gianfranco Giachetti : chevalier Piero Basoto
- Leda Gloria : Nina
- Maurizio D'Ancora : Asdrubale Chiodini
- Ugo Ceseri : l'impresario Rantoloni
- Gemma Schirato : Costanza Basoto
- Olga Capri : Caterina, la fantesca
- Gino Viotti : le maire
- Gildo Bocci : un chanteur
- Umberto Sacripante : Gedeone, le prêtre-porteur
- Augusto Bandini : le maître Salsuga
- Umberto Cocchi : Felicetti, le pharmacien
- Giovanni Dolfini : le secrétaire du maire
- Giuseppe Gambardella : Gargaturi, la basse
- Achille Majeroni (it) : le père de Nina
- Alfredo Martinelli : Sivoloni, la basse
- Angelo Parigi : le ténor Pancrazi
- Raimondo Van Riel : adjoint de police
- Carlo Ranieri : membre du club
- Giovanni Ferrari : Martino
- Roberto Pasetti : Carlo